# Голубцов, Итэн Вячеславович
Итэн Вячеславович Голубцов (1928 — 2018) — советский и российский радиохимик, кандидат химических наук, заслуженный преподаватель Московского университета (2005), доцент кафедры радиохимии в химической науке.

## Биография
Итэн Вячеславович Голубцов родился в Москве в 1928 г. в семье советского теплотехника Вячеслава Алексеевича Голубцова.
В 1953 г. окончил Московский Энергетический Институт. С февраля 1953 года приступил к работе в качестве ассистента кафедры неорганической химии химического факультета Московского университета по специальности радиохимия. И. В. Голубцов занимался созданием практикума по радиотехнике, электротехнике и специальной аппаратуре. Вел практические занятия в указанном практикуме, при этом проявил большие способности к педагогической работе. С 1954 года был переведен на должность заведующего лабораторией радиохимии. Итэн Вячеславович Голубцов занимался организацией работы лаборатории радиохимии, усовершенствованием и проектированием оборудования и помещений для работы с радиоактивными изотопами. Принял активное участие в работе по строительству и оборудованию нового здания химического факультета и кафедры радиохимии.
И. В. Голубцов вел большую научную работу, был ответственным исполнителем по работе по постановлению Совета Министров СССР и ЦК КПСС от 3 декабря 1953 года. За проведенную работу он получил благодарность Министра Высшего образования и Ректора МГУ. Применяя свои знания инженера, Итэн Вячеславович Голубцов успешно работал в области измерения давлений пара различных веществ и усовершенствования аппаратуры для измерения давления пара. За научную работу ученый неоднократно получал благодарности и премии.
В 1955 г. И. В. Голубцов окончил трехгодичные курсы повышения квалификации преподавателей высших учебных заведений по физике и выполнил кандидатский минимум. В 1958 году он окончил курсы по повышению квалификации работников народного хозяйства и научных учреждений по радиохимии при химическом факультете МГУ. В течение всего времени, находясь на должности заведующего лабораторией радиохимии, Итэн Вячеславович Голубцов занимался педагогической работой и усовершенствованием практикумов студентов-радиохимиков. Он вел практические работы по радиметрии, дозиметрии, радиотехнике и радиоактивным приборам контроля, одновременно читал курс радиометодов для студентов 5 курса химического факультета. В декабре 1959 года Голубцов занял должность старшего преподавателя кафедры радиохимии, успешно читал курс специальной радиометрической аппаратуры и приборов, вел практические занятия со студентами и курсантами.
Помимо научной деятельности, Итэн Вячеславович Голубцов вел большую общественную работу: был комсоргом лаборатории, агитатором среди населения, председателем водно-моторной секции, членом комиссии по работе с радиоактивными веществами, членом комиссии по оборудованию и т.п.; являлся членом экспертной комиссии Госкомитета по атомной энергии СССР по оборудованию.
В 1966 году ученый защитил кандидатскую диссертацию на тему "Исследование испарения некоторых тугоплавких металлов в вакууме".
В 1976 году И. В. Голубцовым была основана лаборатория радиохимических методов исследования конструкционных материалов, на базе которой в 1996 была организована лаборатория мессбауэровской спектроскопии и радиохимических методов.
В последующие годы Итэн Вячеславович Голубцов продолжал вести активную научную деятельность.
Скончался в 2018 году в Москве.

## Научная деятельность
В лаборатории радиохимических методов исследования конструкционных материалов, которой заведовал Итэн Вячеславович Голубцов, были эффективно изучены и определены параметры испарения и давления насыщенных паров 23 химических элементов, их соединений и сплавов, используемых в качестве конструкционных материалов и ракетных топлив. Эти работы были начаты еще в лаборатории радиохимии под руководством Андрея Николаевича Несмеянова. Предложены новые радиоаналитические методики для исследования конструкционных материалов и объектов окружающей среды. Разработаны эффективные авторадиографические методики для диагностики некоторых химических процессов в промышленности и в природных объектах. Проведен цикл работ по исследованию материалов для обработки и захоронения радиоактивных отходов.

## Основные труды
•	Исследование испарения некоторых тугоплавких металлов в вакууме (кандидатская диссертация, Москва, 1966).
•	Определение параметров эквивалентной схемы магнитострикционного резонатора (Вестник МГУ, №12, 69, 1955).
•	Экспериментальное изучение магнитострикционных резонаторов на феррите (Вестник МГУ, №2, 45, 1956).
•	Датчик для записи крутильно-колебательных движений маятника вискозиметра (Чистяков Ю. Д., Голубцов И. В., Приселков Ю. А.)  (Заводская лаб. №7, 876, 1956).
•	К вопросу о летучести окислов Ниобия  (Голубцов И. В., Лапицкий А. В., Ширяев В. К.)  (Изв. Высших уч. заведений  Хим. и  хим. технология №4, 571, 1960).
•	Практическое руководство по радиохимии  (Несмеянов А. Н., Голубцов И. В.)  (т. П. Госхимиздат, М., 1961).
•	О подготовке кадров для народного хозяйства по работе с радиоактивными веществами. Изотопы в народном хозяйстве (СССР, №3, 65, 1962).
•	Учебные программы: «Основы применения радиоактивных изотопов и ядерных излучений в контрольно-измерительной технике» (Голубцов И. В., Заборенко К. Б.) (Изд. метод. каб. МВ и ССО СССР, 1964).
•	Универсальная установка для физико-химических исследований в вакууме (Сборник силиката и окислы в химии высоких температур,  М.,  375, 1963).
•	Исследование испарения вольфрама, молибдена и тантала в вакууме (Голубцов И. В., Несмеянов Ан. Н.) (Вестник МГУ, №5, 31, 1965).
•	О давлении паров твердого марганца (Голубцов И. В., Богатырев В. Л.) (ЖФХ, Х, 4, 938, 1966).
•	Испарение циркония из его борида с открытой поверхности в вакуум (Голубцов И.В., Власов В.К.) (Электротермия, 51, 30, 1966).
•	Измерение скорости испарения ниобия из его монокарбида с открытой поверхности в вакуум Голубцов И.В., Власов В.К.) (Электротермия, 50, 54, 1966).
•	Устройство для измерения коэффициента конденсации (Бюллетень изобретений № 15, 1966).
•	Способ определения коэффициента конденсации паров труднолетучих веществ ( Бюллетень изобретений № 15, 1966).
•	Метод макроавторадиографии (монография) (Коробков В.И., Голубцов И.В.) (Изд. Высш. Школы, 1957).